# دزدان دریایی (فیلم ۱۹۳۶)
دزدان دریایی (انگلیسی: The Rogues' Tavern) یک فیلم در سبک معمایی به کارگردانی رابرت اف. هیل است که در سال ۱۹۳۶ منتشر شد. از بازیگران آن می‌توان به والاس فورد و باربارا پپر اشاره کرد.